# 丽口包科
丽口包科（学名：Calostomataceae）是牛肝菌目下的一个科。

## 下属分类
本科包括以下属：
- 丽口包属 Calostoma Desv.
- 丽球包属 Mitremyces Nees, 1817